# Nytt på nytt
Nytt på nytt és un programa de televisió noruec d'humor que s'emet a la cadena NRK1 cada divendres al vespre des de 1999. És un dels programes de televisió més populars de Noruega, amb una mitjana d'un milió d'espectadors. Ha guanyat cinc premis Gullruten i quatre Komipriser. A més a més, el presentador Jon Almaas ha guanyat tres premis Gullruten com a millor presentador. Nytt på nytt és una versió noruega del programa de televisió britànic Have I got news for you de la productora Hat Trick.